# Majisuka Gakuen
Majisuka Gakuen é uma série de televisão protagonizada pelo grupo musical AKB48. A primeira temporada foi exibida pela TV Tokyo, no bloco entre 8 de janeiro e 26 de março de 2010.
Uma segunda temporada foi exibida entre 14 de abril e 1 de julho de 2011.
Em 13 de julho de 2012, começou a terceira temporada da série, que terminou em 5 de outubro do mesmo ano.
A 4.ª temporada estreou em 9 de Janeiro de 2015, agora pela Nippon Television. Foi a temporada mais curta, com apenas dez episódios.
A 5.ª temporada começa ser exibida em 24 de Agosto de 2015, mas a Nippon Television só exibirá os dois primeiros episódios. O restante da temporada será disponibilizado apenas no Hulu, um site de streaming pago de vídeos (somente para EUA e Japão), devido a inúmeras cenas de violência, tensão e temática adulta, o que poderia dificultar a exibição na TV.

## Enredo
Duas estudantes transferidas, Atsuko Maeda e Onizuka Daruma, chegam à Majisuka Gakuen (ou Majijo), uma escola só de garotas. Nesta escola a violência e a luta são comuns entre os alunos ianques. Barulhento e encrenqueiro Daruma fez um barulho tão logo ela entrou na escola, ganhar em sua primeira luta, mas depois foi batido facilmente por outra gangue logo depois. Ao contrário da atitude ousada-mas-impotente Daruma, Maeda, que é verdadeiramente uma garota forte, apesar de sua natureza silenciosa encontrado Daruma é espancado por Hormônio da equipe antes dela. A palavra "Majisuka?" (Você está falando sério?) instantaneamente desperta sua verdadeira natureza e fez ganhar a batalha contra os invasores Daruma facilmente, assim, fez uma grande confusão na escola e a notícia chegou até o grupo mais forte de luta, Rappapa. Posteriormente, Daruma reconheceu Maeda como sua chefe e como resultado, a amizade entre as duas meninas começaram a crescer junto com suas brigas com os colegas em sua escola.
Até agora, a série conta com quatro temporadas totalizando 46 episódios. A 5.ª temporada teve apenas dois episódios transmitidos pela TV devido a cenas de violência extrema, e o restante dos episódios será transmitido apenas pelo site de vídeos Hulu (somente nos Estados Unidos e no Japão).